# Paul Laverty
Paul Laverty (Calcuta, Índia, 1957) és un advocat i cineasta escocès. És el guionista habitual de les pel·lícules de Ken Loach. Fruit d'aquesta col·laboració són les dues Palmes d'Or per The Wind That Shakes the Barley i I, Daniel Blake. La productora Rebecca O'Brien és també membre habitual d'aquest equip de treball. Laverty és també la parella sentimental de la directora de cinema Icíar Bollaín.

## Trajectòria
Paul Laverty va néixer a Calcuta, fill de mare irlandesa i pare escocès. Va estudiar Filosofia a la Universitat Gregoriana de Roma. A continuació va estudiar Dret a l'Escola de Lleis de Strathclyde, a Glasgow.
A meitat dels anys 1980 va viatjar a Nicaragua on va viure durant gairebé tres anys. Va treballar per a una organització local de drets humans, on va recopilar evidències sobre els combats entre sandinistes i la contra. Complint les mateixes funcions va viatjar a El Salvador, durant la guerra civil, i a Guatemala.

### Com a guionista
Després de la seva estada a Centreamèrica, Laverty va conèixer Ken Loach, pel qual va escriure Carla's Song, el seu primer guió, i la pel·lícula va ser protagonitzada per Robert Carlyle. La col·laboració es va repetir a My Name is Joe, per la qual Peter Mullan va rebre el Palmell al millor actor al 51è Festival Internacional de Cinema de Canes. Bread and Roses, basada en les experiències dels treballadors migrants, es va filmar a Los Angeles, i compta amb Adrien Brody com a protagonista. El següent treball de Laverty va ser Sweet Sixteen, que va guanyar el Premi al millor guió al 55è Festival Internacional de Cinema de Canes.
El 2005, Loach i Laverty van treballar en The Wind That Shakes the Barley que tracta sobre la Guerra d'independència irlandesa a principis dels anys 1920. La cinta va rebre la Palma d'Or al 59è Festival Internacional de Cinema de Canes. Els seus més recents treballs estrenats són Buscant l'Eric, una comèdia protagonitzada per l'exfutbolista francès Eric Cantona, i Route Irish, que tracta sobre les conseqüències de la Guerra de l'Iraq en les forces mercenàries contractades pels exèrcits britànic i estatunidenc.
Laverty apareix en el repartiment de Terra i llibertat (1995) de Ken Loach.

## Filmografia
- Sorry We Missed You (2019)
- Yuli (2018)
- I, Daniel Blake (2016)
- El olivo (2016)
- El centre d'en Jimmy (2014)
- The Angels' Share (2012)
- También la lluvia (2010)
- Route Irish (2010)
- Buscant l'Eric (2009)
- It's a Free World... (2007)
- The Wind That Shakes the Barley (2006)
- Cargo (2006)
- Tickets (2005)
- Ae Fond Kiss... (2004)
- 11'09"01 September 11 (2002, segment sobre el Regne Unit)
- Sweet Sixteen (2002)
- Bread and Roses (2000)
- My Name is Joe (1998)
- Carla's Song (1996)

## Premis
Medalles del Cercle d'Escriptors Cinematogràfics
| Any  | Categoria            | Pel·lícula        | Resultat  |
| ---- | -------------------- | ----------------- | --------- |
| 2010 | Millor guió original | También la lluvia | Guanyador |

Festival Internacional de Cinema de Sant Sebastià
| Any  | Categoria                      | Pel·lícula | Resultat  |
| ---- | ------------------------------ | ---------- | --------- |
| 2018 | Premi del Jurat al Millor guió | Yuli       | Guanyador |